# ブッコロリー
『ブッコロリー』は、キャプテンストライダムの1作目のスタジオ・アルバム。2003年11月26日に風待レコードより発売された。
2005年8月24日に再発売された。

## 解説
アルバムタイトルの「ブッコロリー」とは「ぶっ殺す」をポップにした言い方。一時期メンバーの中でブームになったためアルバムタイトルになった。
ジャケット写真はステンシル風になっており、裏ジャケットはものすごくボケた3人の写真が使用されている。
2005年8月24日に再発売された。なお、オリジナル盤は紙ジャケットだったが、再発盤はプラスチックケース。また、再発盤の初回限定盤には「マウンテン・ア・ゴーゴー」のPVが収録されたDVDが付属し、さらにタワーレコード購入者限定特典として「ねずみのブルース」を収録した8cmCDが付属した。

## 収録曲
| 全作詞・作曲: 永友聖也、全編曲: キャプテンストライダム。 |                              |          |            |      |
| #                                                        | タイトル                     | 作詞     | 作曲・編曲 | 時間 |
| 1.                                                       | 「マウンテン・ア・ゴーゴー」 | 永友聖也 | 永友聖也   | 4:17 |
| 2.                                                       | 「影のない男」               | 永友聖也 | 永友聖也   | 4:21 |
| 3.                                                       | 「肉屋の娘」                 | 永友聖也 | 永友聖也   | 4:14 |
| 4.                                                       | 「あと半分」                 | 永友聖也 | 永友聖也   | 3:27 |
| 5.                                                       | 「ヤルキレス」               | 永友聖也 | 永友聖也   | 3:21 |
| 6.                                                       | 「犬の生活」                 | 永友聖也 | 永友聖也   | 3:11 |
| 7.                                                       | 「森はサンデー」             | 永友聖也 | 永友聖也   | 3:37 |
| 8.                                                       | 「ブッコロリ―」              | 永友聖也 | 永友聖也   | 1:53 |
| 9.                                                       | 「サンドバッグの夜」         | 永友聖也 | 永友聖也   | 4:13 |
| 合計時間:                                                | 合計時間:                    | 32:34    |            |      |

| 全作詞・作曲: 永友聖也、全編曲: キャプテンストライダム。 |                      |          |            |      |
| #                                                        | タイトル             | 作詞     | 作曲・編曲 | 時間 |
| 1.                                                       | 「ねずみのブルース」 | 永友聖也 | 永友聖也   | 4:20 |
| 合計時間:                                                | 合計時間:            | 4:20     |            |      |

## 曲の解説
- シングル収録曲の詳細は、各項目を参照。

1. マウンテン・ア・ゴーゴー
1stシングル、自主制作盤『ノーテンフラワー』に収録。
本作で最も古い楽曲[1]。
2. 影のない男
萩尾望都の『ポーの一族』、ゲゲゲの鬼太郎、永友の妹の話を混ぜて作った曲[1]。
6thシングル『風船ガム』には、京都磔磔でのライブ音源が収録されている。
3. 肉屋の娘
栃木県宇都宮市内から国道を約20分程北上した場所にある、塩谷郡高根沢町宝積寺に実在する店『ミートショップこしみず』のテーマソング[2]。後に『ミートショップこしみず』ではインストアライブをすることになる。
バンドの楽曲で唯一ラップのパートがある楽曲[2]で、ラップ詞は永友の実体験に基づいたもの[1]。
ベスト・アルバム『ベストロリー』にも収録された。
4. あと半分
永友が練習スタジオに向かう車の中で考え、その日の練習で完成させた楽曲[1]。
タイトルの「あと半分」とは、夏休みが「あと半分」ということ。夏休みがあと半分で終わるイメージに、『キテレツ大百科』のエンディング曲「はじめてのチュウ」とザ・ビーチ・ボーイズとグランジの雰囲気を取り入れた[1]。
5. ヤルキレス
部活の後輩にあたるガールズスリーピースバンド「エキカチッソ」にあげる予定だったが、予想以上に出来が良かったため自分たちのものにした曲[2]。
2ndシングル『マウンテン・ア・ゴーゴー・ツー』とベスト・アルバム『ベストロリー』には、SHIBUYA-AXでのライブ音源が収録されている。
6. 犬の生活
酒を飲んで次の日朝起きたらカセットテープの中に吹き込まれていたという楽曲[2][1]。
8thシングル『LONE STAR』とベスト・アルバム『ベストロリー』には、LIQUIDROOMでのライブ音源が収録されている。
7. 森はサンデー
1stシングル『マウンテン・ア・ゴーゴー』カップリング曲。
8. ブッコロリー
自主制作版「ノーテンフラワー」に収録。
アルバムタイトル曲で、パンクに挑戦した曲[1]。
歌詞はワンフレーズだけだが、この歌詞が風待レコードのスタッフの耳に残ったため、選考に合格した[3]。
9. サンドバッグの夜
アルバムのために製作した唯一の曲で、レーベルのプロデューサーである松本隆からの「ラブソング」というお題に答えた曲[1]。曲の最後に入っているピアノを逆回転させた音は久保田光太郎のアイデア[2]。
コーラスで柴理恵（neuma）が参加[2]。
ベスト・アルバム『ベストロリー』にも収録された。
10. ねずみのブルース
再発盤のタワーレコード購入特典である8cmCDに収録。
宇都宮時代に遊びに出かけた東京都台東区上野で見かけたホームレスの男性にインスパイアされた楽曲[2]。
レコーディング自体は2003年に行なわれていたが、アルバムの雰囲気に合わないということから収録されなかった。
ベスト・アルバム『ベストロリー』にも収録された。

## ライブ映像作品
シングル収録曲については各項目を参照
影のない男
- キミトベ（特典DVD）
- BAN BAN BAN（特典DVD）

肉屋の娘
- キミトベ（特典DVD）
- LIVE IN SHIBUKO "BIG BAN BUZZ"

犬の生活
- BAN BAN BAN（特典DVD）
- LIVE IN SHIBUKO "BIG BAN BUZZ"

ブッコロリ―
- BAN BAN BAN（特典DVD）

サンドバッグの夜
- キミトベ（特典DVD）